# Richtlinie 90/270/EWG
Die Richtlinie 90/270/EWG ist eine EG-Richtlinie (ursprünglich: EWG-Richtlinie) des Rates der Europäischen Union vom 29. Mai 1990, die Mindestvorschriften in Bezug auf die Sicherheit und den Gesundheitsschutz bei der Arbeit an Bildschirmgeräten regelt.
Wie alle europäischen Richtlinien ist die Bildschirmrichtlinie an die Mitgliedstaaten gerichtet und daher von den einzelnen Mitgliedstaaten in nationales Recht umzusetzen.

## Struktur und Inhalt der Richtlinie

### AbschnittI: Allgemeine Bestimmungen
Dieser Abschnitt setzt die Ziele der Richtlinie (Artikel 1) und Begriffsbestimmungen (Artikel 2) fest.

### AbschnittII: Pflichten des Arbeitgebers
Die Regelungen in diesem Abschnitt betreffen das Erfordernis einer Arbeitsplatzanalyse durch den Arbeitgeber, insbesondere „für die mögliche Gefährdung des Sehvermögens sowie für körperliche Probleme und psychische Belastungen“ (Artikel 3), Übergangsregelungen (Artikel 4 und 5), ferner die Unterrichtung und Unterweisung (Artikel 6), den Arbeitslauf (Artikel 7) und die Beteiligung (Artikel 8) der Arbeitnehmer sowie den Schutz ihrer Augen und ihres Sehvermögens (Artikel 9).

### AbschnittIII: Sonstige Bestimmungen
Artikel 10 regelt rein technische Anpassungen des Anhangs an technische Entwicklungen und Artikel 11 und 12 betreffen in den Schlussbestimmungen unter anderem die Rechtswirkung der Richtlinie.

### Anhang
Der Anhang der Richtlinie enthält Mindestvorschriften zu:
- Gerät, hierbei wird nicht nur auf den Bildschirm, sondern auch auf Tastatur, Arbeitsfläche und Arbeitsstuhl Bezug genommen,
- Umgebung des Arbeitsplatzes, inklusive Beleuchtung, Lärm, Wärme, Strahlungen und anderes,
- Mensch-Maschine-Schnittstelle, unter Erwähnung von Konzipierung, Auswahl, Erwerb und Änderung von Software.

Diese tragen der Ergonomie des Arbeitsplatzes Rechnung.